# 몽탄역
몽탄역(Mongtan station, 夢灘驛)은 전라남도 무안군 몽탄면 사천리에 위치한 호남선의 역이다.
복선화공사에도 불구하고 역 위치가 크게 바뀌진 않아서, 무안군내의 다른 역보다는 대중교통 이용이 쉬운 편이며, 모든 무궁화호 열차가 정차한다.

## 역사
- 1913년 5월 15일 : 무배치간이역으로 영업 개시
- 1919년 6월 20일 : 배치간이역으로 승격
- 1927년 3월 1일 : 역사 신축
- 1930년 2월 26일 : 소화물 취급 개시
- 1935년 11월 1일 : 화물 취급 개시
- 1940년 3월 1일 : 보통역으로 승격
- 1950년 11월 10일 : 한국전쟁으로 인해 배치간이역으로 격하 (함평역 관리)
- 1951년 7월 31일 : 보통역으로 승격
- 1994년 1월 1일 : 소화물 취급 중단
- 2001년 11월 30일 : 역사 신축
- 2004년 9월 1일 : 화물 취급 중단
- 2023년 9월 1일 : ITX-새마을 운행 개시

### 승강장
| ↑ 무안          |
| １２ \| ３４ \| |
| 일로 ↓          |

| 1 · 2 | 호남선 | 용산 방면 |
| 3 · 4 | 호남선 | 목포 방면 |

## 인접한 역
| 호남선                        | 호남선                 | 호남선                   |
| ----------------------------- | ---------------------- | ------------------------ |
| 함평 용산 방면                | ITX-새마을 호남선      | 일로 목포 방면           |
| 무안 용산·광주 방면 부전 방면 | 무궁화호 호남선 경전선 | 일로 목포 방면 목포 방면 |